# Monte Minerva
Il monte Mineva è un rilievo di 644 metri situato nel territorio del comune di Villanova Monteleone, nella Sardegna centro-occidentale.
Il complesso, caratterizzato da una folta vegetazione e dalla presenza di specie rare come l'aquila reale (Aquila chrysaetos) e il grifone (Gyps fulvus), si trova all'interno dell'omonima area forestale gestita dall'Ente foreste della Sardegna.
Alle sue falde è presente la necropoli a domus de janas di Monte Minerva, un sepolcreto risalente al Neolitico composto da otto tombe, due delle quali decorate con motivi corniformi.

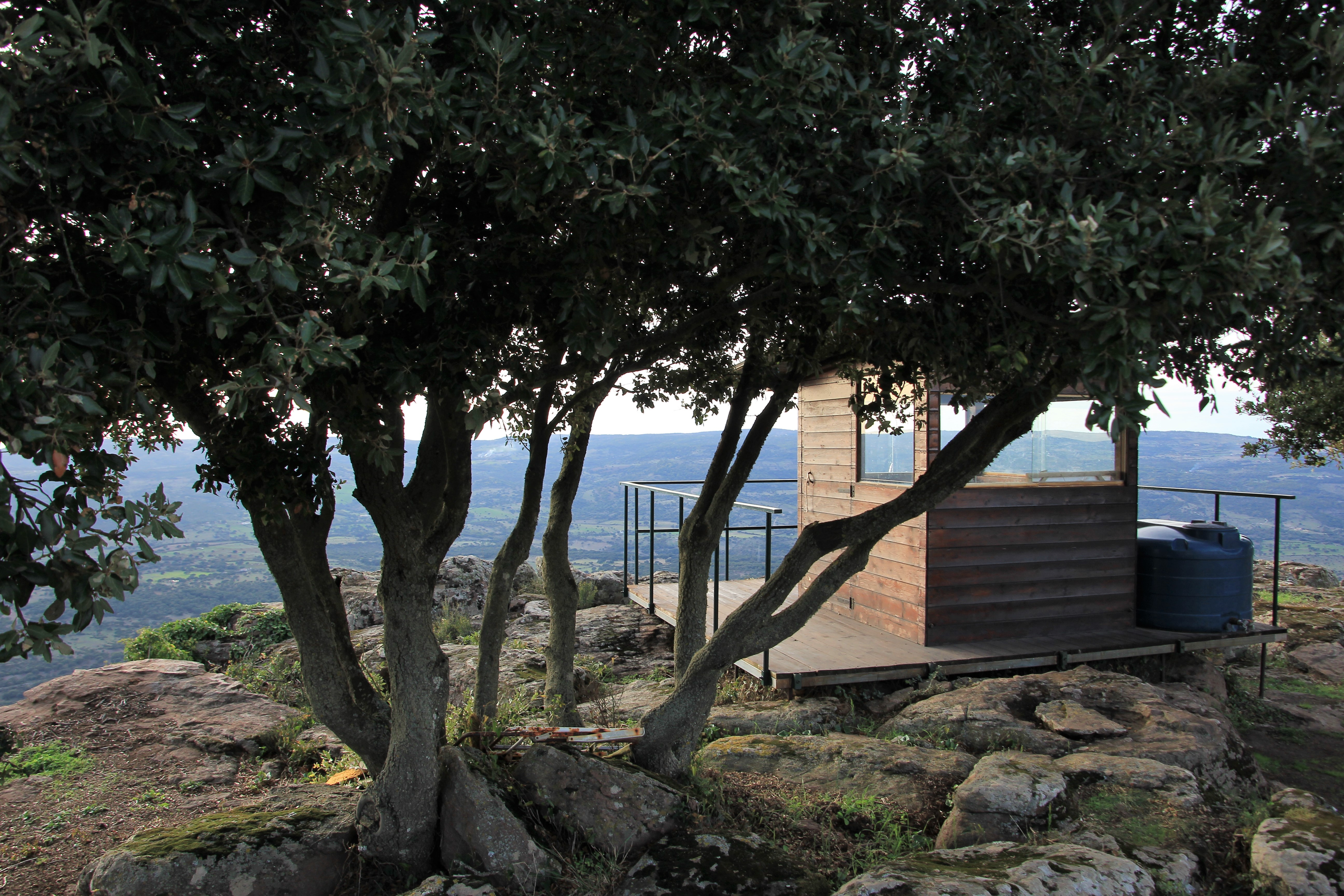
La postazione A.I.B. in funzione durante la stagione estiva